# Koeberlinia spinosa
Koeberlinia spinosa is de botanische naam van een struik (of kleine boom) die voorkomt in het zuidwesten van Noord-Amerika. De soortaanduiding spinosa ("prikkelig") is zeer toepasselijk: de struik heeft geen noemenswaardig blad maar des te meer prikkers (zie plaatjes). De Amerikaanse naam is "allthorn" ("een-en-al-doorn").
Traditioneel wordt de soort geacht in zijn eentje het geslacht Koeberlinia te vormen. Dit geslacht werd wel ingedeeld in de familie Capparaceae, maar is ook beschouwd als de eigen familie Koeberliniaceae, zoals in het APG II-systeem (2003).